# Schloss Miesbach

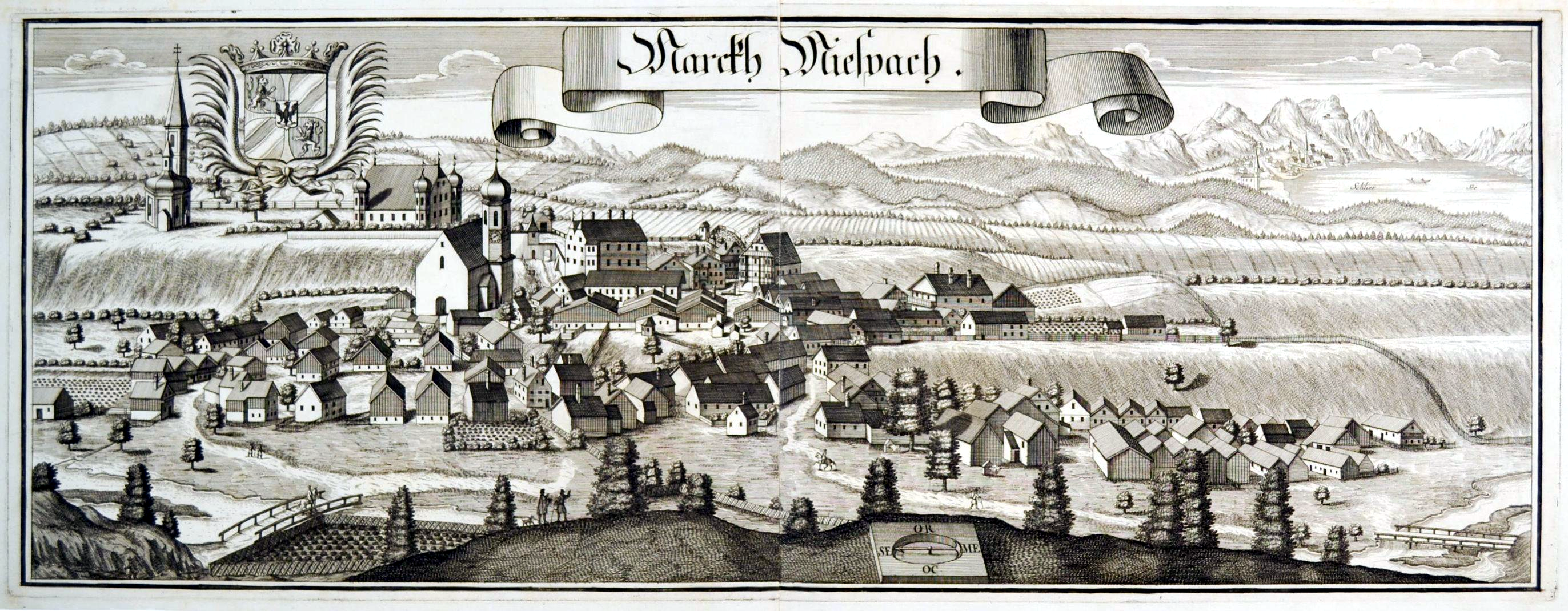
Markt Miesbach nach einem Stich von Michael Wening (1720)

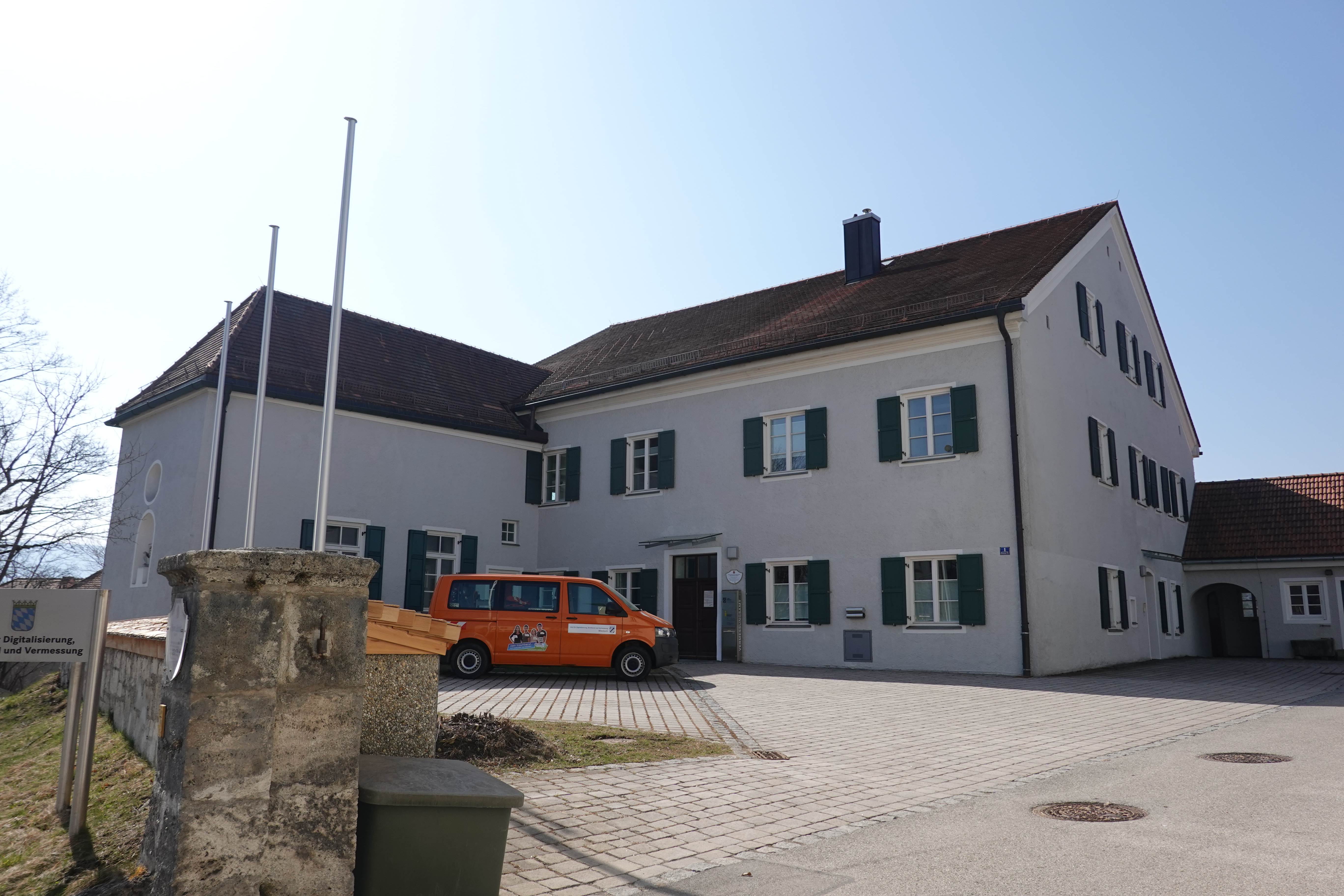
Vermessungsamt, ehemals kurfürstliches Schloss und Pfleghaus

Schloss Miesbach ist ein ehemaliges Schloss in Miesbach im oberbayerischen Landkreis Miesbach. 

## Geschichte
1516 gelangte die Reichsherrschaft Waldeck mit Miesbach als dem zentralen Ort an die Familie der Maxlrain. 1584 beendete der bayerische Herzog Wilhelm V. die von Wolf Dietrich von Maxlrain seit um 1560 geförderte Reformation mit einer Handelssperre. Das Schloss in der Münchner Straße 1 wurde ab 1611 nördlich des ältesten Burgplatzes in Miesbach von Wilhelm von Maxlrain ursprünglich mit vier Ecktürmen neu erbaut. Im Januar 1637 erhob Kaiser Ferdinand II. Waldeck zur Grafschaft Hohenwaldeck. Nach dem Aussterben der Maxlrainer kam Hohenwaldeck 1734 an die Wittelsbacher, die es als gesonderten Teil in das Kurfürstentum Bayern integrierten und das Schloss als kurfürstliches Schloss für seine Pfleger nutzten. Um 1745 kam es zum Abbruch der vier Türme. 1783 erfolgte der Anbau der Kapelle. Der Bau wurde im 19. Jahrhundert in ein Amtsgebäude umgewandelt und baulich vereinfacht. 1804 bis 1913 war das Schloss Sitz des Landgerichts bzw. Bezirksamtes. Heute wird es als Amtsgebäude des Vermessungsamts genutzt.

## Baugeschichte
Das Gebäude ist ein Baudenkmal mit der BLfD-Aktennummer D-1-82-125-36:

„Ehem. Maxlrainsches, seit 1734 kurfürstliches Schloss und Pfleghaus, jetzt Vermessungsamt: zweigeschossiger Satteldachbau mit Archivanbau (1759), 1611 errichtet, um 1745 (Abbruch der Türme) und im 19. Jh. (Dach) vereinfacht.“

 Ebenso wird es als Bodendenkmal unter der Aktennummer D-1-8237-0103 im Bayernatlas als „untertägige frühneuzeitliche Befunde im Bereich von Schloss Miesbach“ geführt.